# Börtönbalhé
A Börtönbalhé (Folsom Prison Blues) az Odaát című televíziós sorozat második évadjának tizenkilencedik epizódja.

## Cselekmény
A Winchester fivérekkel apjuk egyik régi barátja, a jelenleg börtönparancsnokként dolgozó Deacon veszi fel a kapcsolatot, és a segítségüket kéri: munkahelyén ugyanis megnyitottak egy régi cellablokkot, ahol ezután rejtélyes halálesetek történtek; szívrohamban több őr és rab is meghalt.
Dean és Sam így szándékosan elfogatják magukat a hatóságokkal, így találkoznak a már régóta a nyomukban lévő Victor Henriksen FBI-ügynökkel és kirendelt ügyvédükkel, Mara Daniels-szel.
Míg a fiúk kiadatása folyik, terveik szerint addig ők a Green River Megyei Javítóintézetbe kerülnek, ahol egyből elkezdik a nyomozást. Miután Dean az egyik fegyenccel összeverekszik, mindketten magánzárkába kerülnek, ahol Dean fültanúja lesz, amint ellenfelét valami megöli.
Időközben Daniels ügyvédnő beszél Henriksen ügynökkel, és közli vele: furcsának tartja, hogy a helyszíneken, ahol a fivérek bűncselekményeket követtek el, többen azt állítják, hogy azok megmentették életüket.
A fivérek rájönnek, hogy valószínűleg egy régi halott rab kísért a blokkban (akit annak idején az őrök brutálisan megvertek, és hagyták szívrohamban meghalni), így Dean ismét eltereli az őrök figyelmét egy verekedéssel, Sam pedig bejut az elhunyt fegyenc cellájába, és megsemmisíti annak maradványait, a vért.
Deant és újabb ellenfelét ismét elkülönítik az őrök, ahol azonban a szellem ismét megjelenik. Dean ugyan magától elrisztja egy üveg sóval, társát azonban a kísértet egy szívrohammal megöli.
Sam megbeszéli Deaconnel, hogy este meglépnek a börtönből, azonban ekkor Dean új információkat hoz: a háttérben nem egy fegyenc, hanem idős nővér szelleme áll.
Mivel sürget az idő, a fiúk meggyőzik ügyvédnőjüket, segítsen nekik, így az kinyomozza, hogy az 1970-es években volt az intézményben egy Glockner nevű ápolónő, aki a pletykák szerint szívrohamnak álcázva több rabot is eltett láb alól, őt viszont egy börtönlázadás során megölték a fegyencek.
Dean és Sam azt is megtudják, hol van eltemetve, így Deacon segítségével megszöknek, és felkeresik azt a bizonyos temetőt. Mialatt a fegyházban Deacon életre is rátör a kísértet, a fivérek felgyújtják Glockner nővér maradványait, és így annak szelleme megsemmisül.
Henriksen megtudja az ügyvédnőtől, melyik temetőbe indultak Winchesterék, ám mikor az említett helyszínre ér, ügynöktársaival együtt rádöbben: a nő átverte őket…

## Természetfeletti lények

### Szellem
A szellem egy olyan elhunyt ember lelke, ki különös halált halt, és lelke azóta az élők közt kísért, általában egy olyan helyen, mely fontos volt az illetőnek földi életében. Szellemekből sok van: kopogószellem, bosszúálló szellem, vagy olyan szellem, mely figyelmezteti az embereket egy közelgő veszélyre.

### Glockner nővér szelleme
Glockner nővér az 1970-es években volt a Green River Megyei Javítóintézet egyik ápolója, aki a betegszobára érkező rabokat szívrohamnak álcázva megölte. Glockner később, 1974-ben halt meg egy börtönlázadás során, melyben az elítéltek végeztek vele.
A börtönblokkot ezek után hosszú időre lezárták, ám megnyitása után a nővér szelleme visszatért, hogy megbüntesse azokat, akik valami rossz dolgot követtek el: áldozatait szintén szívrohamnak álcázva megölte.
A szellemet végül egyetlen módon lehetett elpusztítani: fel kellett égetni testi maradványait.

## Időpontok és helyszínek
- 2007. ? – Green River Megyei Javítóintézet

## Zenék
- Green Onions – Booker T and the M.G.'s
- Rooster – Alice in Chain